# Variations Goldberg
Pour les articles homonymes, voir Les Variations Goldberg (homonymie).
Les Variations Goldberg ou Aria avec quelques variations pour clavecin à deux claviers, sont une œuvre pour clavecin composée par Jean-Sébastien Bach portant le numéro 988 dans le catalogue BWV. Composée au plus tard en 1740, cette œuvre constitue la partie finale de la Clavier-Übung publiée à Nuremberg par Balthasar Schmidt. Elle est un exemple accompli de la forme « thème avec variations », et une des pièces écrites pour clavier les plus notoires.
L'œuvre comprend un grand nombre de formes, d'harmonies, de rythmes et de raffinements techniques, le tout fondé sur une technique contrapuntique qui atteint la virtuosité. Écrite vers le début des dix dernières années de la vie de Bach, elle inaugure la série des œuvres mono-thématiques et contrapuntiques de sa musique instrumentale. L'exemplaire imprimé personnel du compositeur, annoté de sa main — découvert en 1974 à Strasbourg par Olivier Alain —, atteste l'importance de ces variations : parmi les additifs et corrections, Bach a ajouté une série de « quatorze canons sur les huit premières notes fondamentales de l'Aria », dont le principe se retrouve dans ses œuvres plus tardives, telles que L'Offrande musicale et L'Art de la fugue.
Elle est initialement écrite pour un clavecin à deux claviers, l'usage fréquent de croisements de mains rendant son interprétation difficile sur un seul clavier.

## Histoire
Les Variations Goldberg (BWV 988) ont été publiées à Nuremberg, durant l'automne 1741, comme quatrième partie du Clavier-Übung, sous le titre Aria avec différentes variations pour clavecin à deux claviers. Selon la tradition, inspirée de la biographie de Bach qu'écrivit Johann Nikolaus Forkel en 1802, elles furent commandées au compositeur par le comte Herman von Keyserlingk. Bach était en voyage à Dresde en novembre 1741, et on peut soupçonner qu'il ait présenté à son protecteur, c'est-à-dire précisément le comte Keyserling, une copie des Variations Goldberg qui venaient d'être imprimées. Peut-être Johann Gottlieb Goldberg, l'apprenti claveciniste et élève extrêmement doué de Jean-Sébastien Bach et de Wilhelm Friedemann Bach, a-t-il joué ces variations à son maître le comte pour distraire ses longues nuits d'insomnies, et pour l'accompagner jusque dans les bras de Morphée.
Cette légende est néanmoins largement contestée au début du XXIe siècle, du fait de l'absence de dédicace au frontispice de l'édition de 1741, très en coutume à l'époque, et de l'absence, dans l'inventaire des biens de Bach après sa mort, de traces des riches cadeaux faits par Keyserling à Bach, selon Forkel (une coupe en or remplie de cent louis d’or).
Cependant, Goldberg, qui était un claveciniste accompli et un élève estimé de Bach, les lui a sans doute interprétées,.

## Structure
À partir de l'Aria introductive, une sarabande lente et ornée, fondée sur le motif de basse très répandu de la gagliarda italiana (gaillarde italienne), Bach crée un univers en développement, qui regroupe de nombreux styles musicaux : canons, inventions, fugues, gigues, arias ornées à l'italienne, etc. Ce développement se compose de trente variations, séparées en deux grandes parties de quinze variations, la seconde partie commençant par une ouverture. Après ces trente variations dans lesquelles Bach emploie de nombreux moyens pour partir du même point et pour revenir au même point (chaque variation correspond à une mesure de l'aria), il clôt le cycle par une réitération de l'aria. Le nombre de mesures et la tonalité des mouvements (Aria, 30 variations, Aria da Capo) concordent.
En plus de la division en deux parties, ces variations se regroupent également en dix ensembles de trois, fournissant pour support une gradation contrapuntique : chaque troisième mouvement est un canon, les intervalles d'imitation montant successivement de l'unisson (dans la variation 3) à la neuvième (variation 27). Au lieu du prévisible canon à la dixième, la variation 30 est un quodlibet qui combine avec fantaisie plusieurs thèmes populaires en contrepoint : « Ich bin so lange nicht bei dir gewest, rück her, rück her » (« Il y a si longtemps que je ne suis plus auprès de toi, rapproche-toi, rapproche-toi ») ; et « Kraut und Rüben haben mich vertrieben / Hätt’ mein’ Mutter Fleisch gekocht, so wär’ ich länger blieben) » (« Choux et raves m’ont fait fuir, Si ma mère avait fait cuire de la viande, je serais resté plus longtemps »). La première mélodie était très répandue au XVIIe siècle comme Kehraus (dernière danse), morceau que l'on jouait pour faire comprendre que la soirée dansante se terminait.
À l'instar de la Chaconne pour violon solo, ces variations reposent davantage sur la basse obstinée que sur l'air principal, selon la technique de la chaconne ou du ground anglais[réf. souhaitée].

## Liste des variations
| Noms des variations issus du manuscrit original | Noms des variations issus du manuscrit original |
| --- | --- |
| - Aria - Variatio 1. a 1 Clav. - Variatio 2. a 1. Clav. - Variatio 3. Canone all Unisuono à 1 Clav. - Variatio 4. à 1 Clav. - Variatio 5. a 1 ô vero 2 Clav. - Variatio 6. Canone alla Seconda a 1 Clav. - Variatio 7. à 1. ô vero 2 Clav. (al tempo di Giga) - Variatio 8. a 2 Clav. - Variatio 9. Canone alla Terza. a 1 Clav. - Variatio 10. Fugetta. a 1 Clav. - Variatio 11. a 2 Clav. - Variatio 12. Canone alla Quarta. - Variatio 13. a 2 Clav. - Variatio 14. a 2 Clav. - Variatio 15. andante. Canone alla Quinta. a 1 Clav. | - Variatio 16. a 1 Clav. Ouverture - Variatio 17. a 2 Clav. - Variatio 18. Canone alla Sexta. a 1 Clav. - Variatio 19. à 1 Clav. - Variatio 20. a 2 Clav. - Variatio 21. Canone alla Settima. - Variatio 22. a 1 Clav. alla breve - Variatio 23. a 2 Clav. - Variatio 24. Canone all Ottava a 1 Clav. - Variatio 25. a 2 Clav. - Variatio 26. a 2 Clav. - Variatio 27. Canone alla Nona. a 2 Clav. - Variatio 28. a 2 Clav. - Variatio 29. a 1 o vero 2 Clav. - Variatio 30. a 1 Clav. Quodlibet. - Aria da Capo è Fine |

## Enregistrements
Parmi les interprétations les plus connues sont celles, au piano, de Glenn Gould (quatre interprétations, les deux plus connues étant celles de 1955 et de 1981). Elles ont été de nombreuses fois enregistrées, au piano, au clavecin, à l'orgue, à l'accordéon à basses chromatiques, ainsi qu'adaptées pour trio à cordes, trio de jazz, et pour orchestre (par exemple par Józef Koffler).
Le tout premier enregistrement date d'avant le disque, en 1928, avec les rouleaux Welte-Mignon de Rudolf Serkin dont la firme Archiphon a proposé une transposition moderne en Disque compact.
En 2012, le projet Open Goldberg Variations permet l'enregistrement des Variations Goldberg jouées par la pianiste Kimiko Ishizaka et la mise à disposition dans le domaine public des enregistrements ainsi que des partitions réalisées avec le logiciel MuseScore.

### Monophoniques
- Wanda Landowska - novembre 1933 Paris, EMI 5 67200 - ADD - clavecin
- Glenn Gould - 21 juin 1954, CBC - mono - piano
- Glenn Gould - 10 juin 1955, New York - Sony Classical 52 594 - ADD - piano - sans reprises[11]
- Rosalyn Tureck 1957, Abbey Road- EMI-Philips Classics (great pianists) - avec reprises - ADD - piano
- André Tchaikowsky - 13, 17, 23 décembre 1957, RCA (inédit) - mono - piano
- Glenn Gould - 1959, Prise directe au festival de Salzbourg - Sony Classical 52685 - ADD - piano

### Stéréophoniques

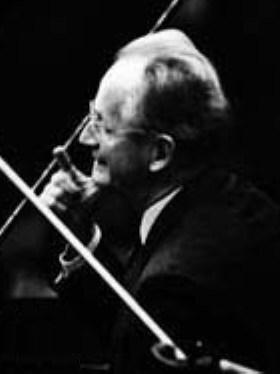
Wilhelm Kempff.

- Ralph Kirkpatrick - 1959, Deutsche Grammophon 439 673-2 - ADD - clavecin
- Helmut Walcha - juin 1960/mars 1961, Hambourg - EMI 4 89166 - ADD - clavecin
- André Tchaikowsky -  12, 13, 15 mai et 15, 30 novembre 1964 - Columbia Records 1036, Dante Records 022, Salle Wagram, Paris - piano (sans reprises)
- Gustav Leonhardt - 1965, Teldec - clavecin
- Christiane Jaccottet- 1967 Concert Hall-SMS-2531[3]
- Wilhelm Kempff - juillet 1969, Deutsche Grammophon 439 978-2 - ADD - piano
- Charles Rosen - juillet 1969, Sony SBK 48173 - ADD - piano
- Karl Richter - 1972, Deutsche Grammophon - AAD - clavecin
- Alan Curtis - 1977, EMI CDM 7 63062 2 - ADD - clavecin
- Gustav Leonhardt - 1978, Deutsche Harmonia Mundi GD77149 - ADD - clavecin
- Blandine Verlet - 1978, Philips 6768 074 - clavecin
- Trevor Pinnock - 1980, Archiv Produktion 415 130-2 - ADD - clavecin
- Erik Feller - 2005, Arion ARN 68673 - Transcription pour orgue Erik Feller - à l'Orgue Historique Silbermann - ADD - orgue

### Numériques
- Glenn Gould - avril/mai 1981 New York, Sony Classical - DDD - piano[12]
- Daniel Barenboïm - 1989, enr. public Teatro Colón, Buenos Aires - Erato - piano
- András Schiff - 1983, Decca 417 116-2 - toutes les reprises
- Hans Vollenweider - 1984, Accord 149075 - DDD - clavecin
- Scott Ross - 1er avril 1985, Erato DDD - clavecin
- Yannick Le Gaillard - avril 1985, Le Chant du Monde / Harmonia Mundi CLB 0278788 - enregistrement studio107 Maison de RadioFrance - clavecin
- Kenneth Gilbert - avril 1986, Harmonia Mundi HMC 901240 - DDD - clavecin
- Maria Tipo - 26-28 juin 1986 Paris, EMI Classics 5 86666 - DDD - piano
- Ton Koopman - 1987, Erato - clavecin
- Igor Lazko - 1987, PGP - piano
- Chen Pi-hsien - 1988, Naxos Records 8.550078 - piano
- Stefan Hussong - 1987/1988, Thorofon - DDD - accordéon à basses chromatiques
- Keith Jarrett - janvier 1989, ECM 839 622-2 - DDD - clavecin
- Igor Lazko - 1987, PGP - piano
- Lars Ulrik Mortensen - 20/22 mars 1989 Kastelkirken - Copenhague, Kontrapunkt 33023 - DDD - clavecin Thomas Mandrup Poulsen - 1984, d'après Ruckers / a-415Hz[13]
- Virginia Black - 1991, Collins 70032-2 (2 CD) - clavecin - toutes les reprises
- Pierre Réach - 1988, Arcobaleno Classis - piano
- Maggie Cole - juin 1990, Virgin 5 61555 (2 CD) - DDD - clavecin
- Vladimir Feltsman - 26 octobre 1991, prise directe au Conservatoire de Moscou - Musical Heritage Society[14] 513260T - DDD - piano - toutes les reprises
- Pierre Hantaï - juin 1992, Opus 111 OPS 30-84 - DDD - clavecin
- Blandine Verlet - septembre 1992, Astrée Auvidis E 8745 - DDD - clavecin
- Andrei Gavrilov - 1993, DG 435 436-2 - DDD - piano
- Tatiana Nikolaïeva - 1993, Hyperion UK B000002ZR7 - DDD - pianoforte
- Jean Guillou - Orgue Keukler ND des Neiges Alpe d'Huez, Dorian DOR-90110 - DDD - orgue
- Eleonore Bühler-Kestler - octobre 1993 Bayreuth, Charade CHA 3012 - DDD - clavecin
- New European Strings Chamber Orchestra (Orchestre) - octobre 1993 Hambourg, Nonesuch - transcription par Dmitri Sitkovetsky - orchestre
- Bruno Canino - 1993 Lugano, Ermitage/Aura - DDD - piano
- Peter Serkin - 1-3 juin 1994 Manhattan, BMG Classics 09026 68188 2 - DDD - piano
- Christophe Rousset - 1995, L'Oiseau-Lyre/Decca 444 866-2 - DDD - clavecin
- Bernard Lagacé - novembre 1995, Montréal (Québec), Analekta - DDD - orgue
- Luc Beauséjour - 1997, Analekta FL 2 3132 - DDD - clavecin
- Béatrice Martin - 1998, Conservatoire de Musique de Paris, Cité de la Musique - clavecin
- Ivo Janssen - 1998, Void 9801 - piano
- Lela Katsarava - Conservatoire de Musique de Paris, février 1998 - DDD - piano
- Jacques Loussier Trio - 1999, Telarc Jazz (AMG ID: R 503569) - arrangements pour trio jazz
- Angela Hewitt - 2000, Hyperion CDA 67305 - Londres, Henry Wood Hall, 28 août-1er septembre 1999 - piano
- Bernard Labadie et Les Violons du Roy (Québec) - septembre 1999, Dorian xCD-90281 - DDD - arrangement pour cordes et basse continue
- Amati String Trio - décembre 1999, Synagogue de Middelbourg, The Netherlands Columns Classics 99564 - DDD - trio à cordes
- Evgeni Koroliov - 1999, Hänsler Edition Bachakademie - piano
- Murray Perahia - juillet 2000, Sony Classical SK/SM 89243 - DDD - piano
- Jory Vinikour - 2001, Delos Records - clavecin
- Céline Frisch - 2001, 2 CD Alpha 14 (avec BWV1087) - clavecin
- Ketil Haugsand - 2002, Simax PSC1192 - clavecin
- András Schiff - 2003, ECM - piano
- Jill Crossland - 2003, Apex (Warner Classics) 0927 49979 2 - DDD - piano
- Pierre Hantaï - 2003, Mirare MIR 9945 - DDD - clavecin
- Jenő Jandó - 2005 Naxos 8.557268 - DDD - piano
- Rachlin - Imai - Maisky - février 2006, DG 477 6378 - arrangement par Dmitri Sitkovetsky (1985) - trio à cordes
- Chiara Massini (2007), Symphonia - DDD - clavecin
- Zhu Xiao-Mei - 2007, Mirare Mir048 - DDD -piano
- Simone Dinnerstein - 2007, (enregistré 11-13 mars, 2005), Telarc CD-80692 - piano
- Dong-Hyek Lim - 2008, EMI Classics - DDD - piano
- Pascal Vigneron-Dimitri Vassilakis-Christine Auger - 2010, Quantum - DDD QM7035 - clavecin, orgue et piano — première version comparée sur les trois instruments
- Andreas Staier - 2010, Harmonia Mundi - DDD + DVD - clavecin
- Nicholas Angelich - 2010, Virgin classics - piano
- Joël Pontet - 2010, Saphir productions - DDD - clavecin
- Blandine Rannou - 2011, Zig-Zag Territoires - clavecin
- Daniel-Ben Pienaar - 2011, Avie Records AV2235 - piano
- Remi Masunaga - 2011, Idol/Bayard Musique - piano
- Dan Tepfer - 2011, Sunnyside Records - piano - Variations (improvisées) sur les Variations Goldberg[15]
- Kimiko Douglass-Ishizaka - 2012, Open Goldberg Variations - piano Bösendorfer 290 Imperial (en)
- Duo Mélisande - 2014, Paraty Productions - duo de guitares
- Konstantin Lifschitz - Denon Records - #78961 - 2015 (Lifschitz est alors âgé de 16 ans)
- Alexandre Tharaud - 2016, Erato - Warner Music - Echo Award du meilleur DVD de l'année
- Rinaldo Alessandrini et son ensemble Concerto Italiano - 2017, Naïve - Arrangement pour cordes et basse continue
- Quatuor Ardeo - 2018, IBS Classical - Transcription par François Meïmoun[16] pour quatuor à cordes (2014)
- Gabriel Stern - 2019, Lyrinx - piano
- Lang Lang - 2020 - piano
- David Fray - 2021, Warner Classics - Erato - piano
- Fazıl Say - 2022, Warner Classics - piano
- Jean Rondeau - 2022, Warner Classics - clavecin

Sans date d'enregistrement - À insérer dans la première liste.
- Christiane Jaccottet - ZYX Classics CLS 4131
- Sergey Schepkin - Ongalu Records B000001Z2K

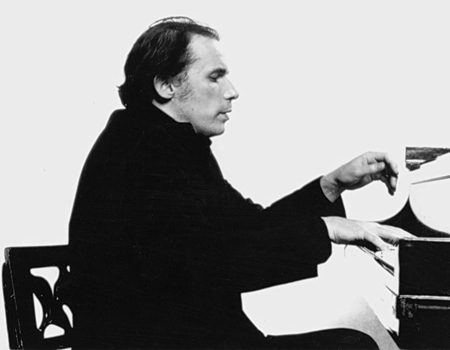
Glenn Gould.

## Dans les arts

### Littérature
- Kreisleriana de E.T.A. Hoffmann, dans le chapitre I, Souffrances musicales du maître de chapelle Johannès Kreisler. On y voit Kreisler jouer les Variations pour clavecin de Jean-Sébastien Bach devant un public qui « croit que ce sont de jolies petites variations ». Hoffmann décrit avec humour les réactions du public éprouvé, de la variation 3 à la variation 30.
- La Nuit de la Saint-Jean[17] (1935) de la Chronique des Pasquier de Georges Duhamel. Cécile Pasquier joue les Variations Goldberg lors d'une fête familiale pour l'inauguration de la maison de son frère Joseph, et l'auteur nous invite successivement à partager les sentiments et émotions de chacun des convives.
- Les Variations Goldberg (1981) de Nancy Huston.
- Le Naufragé (1983) de Thomas Bernhard
- Le Silence des Agneaux (1988) et Hannibal (1999) de Thomas Harris. Hannibal Lecter écoute les variations dans sa cellule, puis les joue au clavecin dans son palais à Florence.
- La Rivière et son secret, des camps de Mao à Jean-Sébastien Bach (2007), autobiographie de la pianiste Zhu Xiao-Mei.
- Liberty Street (2008) de Bertrand Puard, Nouveau Monde Éditions. Dans ce roman, les Variations Goldberg ponctuent la vie de Tristan Thackeray, un jeune financier, surdoué du piano.
- Contrepoint (2010) de Anna Enquist, « retrace l'histoire de sa fille, décédée depuis peu, au travers des Variations Goldberg. »
- Le Lambeau (2018) de Philippe Lançon. L'auteur écoute les Variations Goldberg interprétées par Glenn Gould ou Wilhelm Kempff lors des nombreuses interventions chirurgicales qu'il a dû subir.

### Au cinéma
- Dans Le Silence (1963) d'Ingmar Bergman
- Variation n°18 et n°25 dans Abattoir 5 (1972) de George Roy Hill
- Nous irons tous au paradis d'Yves Robert (1977)
- Dans Le Silence des agneaux (1991) de Jonathan Demme
- Dans Trente-deux films brefs sur Glenn Gould (1993) de François Girard
- L'aria dans Le Patient anglais (1996) d'Anthony Minghella
- Dans La Séparation (1999) de Christian Vincent, avec Daniel Auteuil et Isabelle Huppert
- L'aria et la variation n°25 dans Hannibal (2001) de Ridley Scott
- Plusieurs variations, ainsi que l'aria, dans Stupeur et Tremblements (2002) de Alain Corneau
- L'aria et la variation no 1 dans le film d'animation japonais La Traversée du temps (2006)
- Dans le remake du Jour où la Terre s'arrêta (2008) par Scott Derrickson
- Dans La Dernière Fugue (2010) de Léa Pool
- Dans The Killer Inside Me (2010) de Michael Winterbottom, le héros Lou Ford s'entraîne à jouer la 25e variation sur son piano
- L'aria dans Shame (2011) de Steve McQueen
- L'aria dans The Mortal Instruments : La Cité des ténèbres (2013) de Harald Zwart
- Dans Snowpiercer, le Transperceneige (2013) de Bong Joon-ho
- Dans Tel père, tel fils (2013) de Hirokazu Kore-eda
- Dans Casse-tête chinois (2013) de Cédric Klapisch
- L'aria dans la série Hannibal saison 2 (2014)
- Dans la série Outlander, saison 2, épisode 3 intitulée La Partition de musique (2015)
- L'aria dans Love (2015) de Gaspar Noé
- Dans Captain Fantastic (2016) de Matt Ross, les Variations Goldberg sont citées par les enfants de Ben
- L'aria dans la série The Wilds (2020), saison 1, épisode 2
- Dans Ondine (2020), de Christian Petzold

### En danse
- Goldberg Variations, chorégraphie de Jerome Robbins (1971)
- Goldberg Variations 1-15 - Goldberg Variations 16-30. Improvisations de Steve Paxton filmées par Walter Verdin.
- bODY_rEMIX[18] les Variations Goldberg, œuvre chorégraphique de Marie Chouinard (2006), variations jouées par Glenn Gould et remixées par Louis Dufort.
- Golderg-Variationen, chorégraphie de Heinz Spoerli (1995), dernière production pour le ballet de la Scala de Milan (2018).

### À la radio
Sur France Culture, l'émission Répliques animée par Alain Finkielkraut a pour générique un extrait de la variation no 1 interprétée par Glenn Gould.

### Dans les jeux vidéo
- Dans le jeu vidéo Heroes of Might and Magic II: The Succession Wars, on peut entendre le Variatio 1 a 1 clav. en fond musical, dans le château du Magicien (du Chevalier dans la version CD).
- Dans le jeu vidéo Civilization, on peut entendre la Variation 4  qui est le thème des Allemands.
- Dans le jeu vidéo Bioshock Infinite, on peut entendre l'Aria lors du premier affrontement contre l'un des hommes corbeaux.